# لیکو مولی
لیکو مولی، (به آلمانی: Liqui Moly) (تلفظ صحیح: لیکوی مولی) شرکت آلمانی تولیدکننده انواع روغن‌ها، گریس‌های صنعتی و روان‌سازهای مورد استفاده در صنعت خودروسازی است که در سال ۱۹۵۷ و در شهر اولم آلمان تأسیس شده‌است این شرکت با تولید بیش از ۱۷۵۰ نوع محصول برای خودروهای سنگین، سواری، موتور سیکلت، قایق خودروهای کارتینگ، ماشین آلات صنعتی بیشترین تنوع محصول را بین شرکت‌های تولیدکننده در دنیا دارد.
لیکومولی در بیش از ۹۰ کشور جهان فعال است و کلیه مراحل توسعه و تحقیق و تولید محصولات فقط در آلمان صورت می‌گیرد.